# アボカドフライ

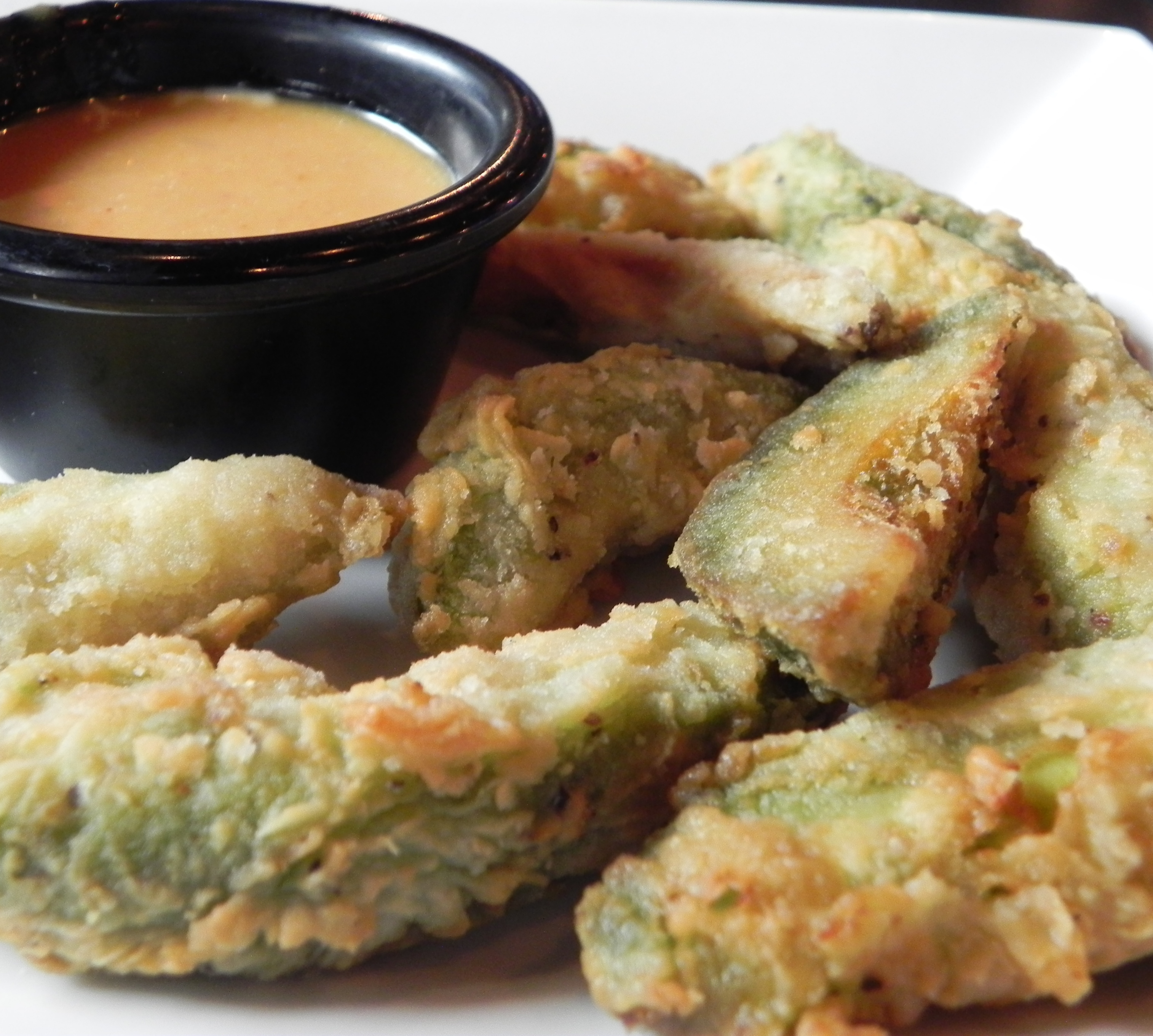
アボカドフライとディップソース

アボカドフライまたは揚げアボカド(Deep-fried avocado)は、アボカドにバッター液及びパン粉を付け、揚げた料理である。中に肉やチーズ、その他の材料を詰めることもある。衣の中のアボカドは、揚げた後は溶けた状態になる。アボカドの中に卵を詰めたものは、朝食として食べられる。タコスの具材やハンバーガーのトッピングとすることもある。
フライドポテトのジャガイモの代わりにアボカドを用いたアボカドフライもある。アボカドはスライスして短冊状にし、衣をつけて揚げる。衣に味を付けることもあり、揚げた後に食塩をかけることもある。アペタイザーやスターターとして食べたり、ディップに付けて食べる。揚げるのではなく、焼いてアボカドフライを作ることもできる。ジャガイモを使ったフライと比べて、炭水化物が少ない。

## 販売

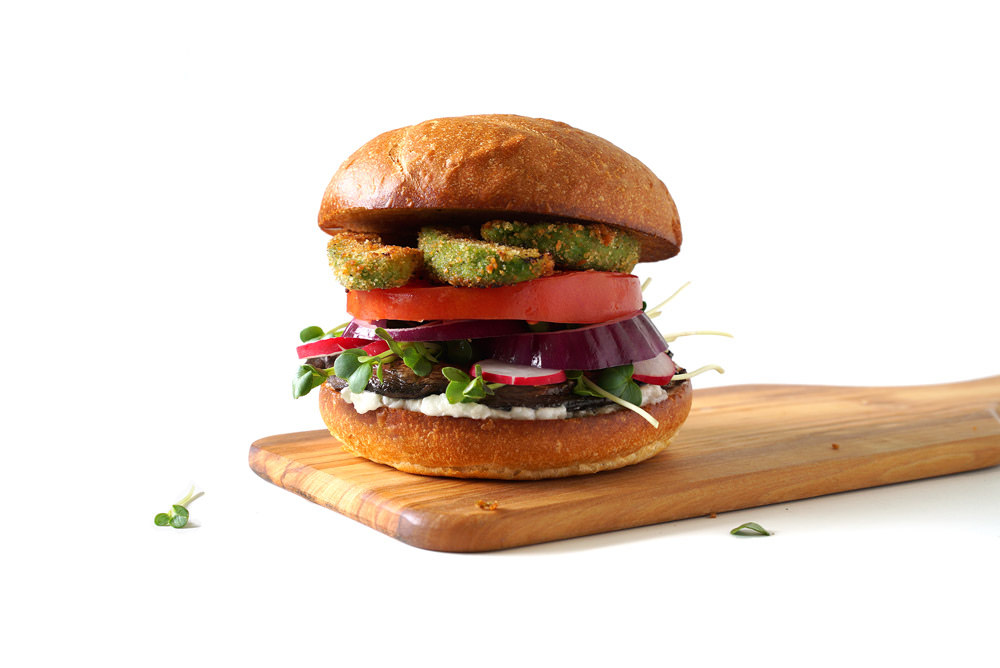
アボカドフライ（上側のバンズのすぐ下）を挟んだヴェジーバーガー

2011年、カリフォルニア州コスタメサで開催されたオレンジ・カウンティ・フェアでは、1万スライス分のアボカドフライが食べられた。
アメリカ合衆国のレストランチェーンであるザ・チーズケーキ・ファクトリーでは、アボカドフライ・エッグロールを提供している。